# 布拉特基夫西卡山
48°21′54.7″N 24°10′50.4″E / 48.365194°N 24.180667°E

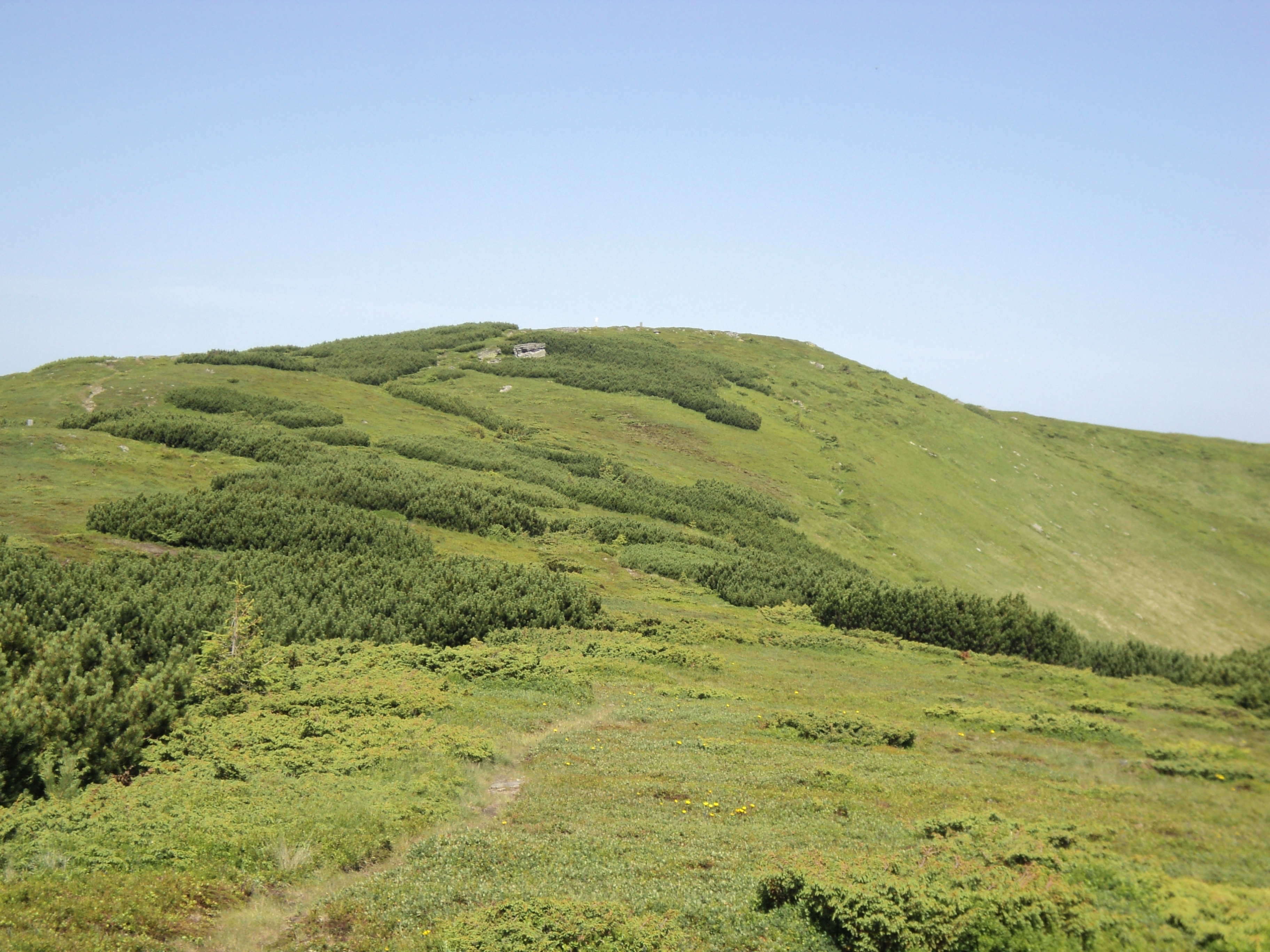

布拉特基夫西卡山是烏克蘭的山峰，位於該國西部，處於伊萬諾-弗蘭科夫斯克州和外喀爾巴阡州接壤的邊界，屬於戈爾加內山脈的一部分，海拔高度1,788米。